# Andrea dei Mozzi
Andrea dei Mozzi (mort en 1296) est un évêque italien, de la famille de banquiers Mozzi . 

## Biographie
D'abord aumônier papal pour le pape Alexandre IV et le pape Grégoire IX , il est nommé évêque de Florence en 1287 puis transféré par le pape Boniface VIII à Vicence en 1295.
Les commentateurs antiques font état d'un certain émoi public à propos de ce transfert, vraisemblablement à la suite d'un scandale. Selon le commentateur Benvenuto da Imola, il s'agissait d'un homme vicieux et insensé, «  très malhonnête et de peu de sens », et même Dante l'a connu dans sa jeunesse et a peut-être été frappé par l'écho des rumeurs sur ce personnage, au point de le placer, selon une interprétation dans le cercle infernal des sodomites, sans toutefois le mentionner directement  dans  la Divine Comédie (Enfer (Chant XV, versets 110-115) de Dante.
Il a un neveu du même nom.